# Therobia punctigera
Therobia punctigera är en tvåvingeart som först beskrevs av Paramonov 1955.  Therobia punctigera ingår i släktet Therobia och familjen parasitflugor. Inga underarter finns listade i Catalogue of Life.